# Breathless (album Camel)
Breathless è un album dei Camel, pubblicato dalla Decca Records nel settembre del 1978.
Il disco fu registrato negli studi: The Manor (Oxford, UK), Chipping Norton Recording Studios (Oxon, UK) ed al Threshold Studios (Londra, UK).

## Tracce
Lato A
1. Breathless – 4:20 (Andrew Latimer, Peter Bardens, Andy Ward)
2. Echoes – 7:20 (Andrew Latimer, Peter Bardens, Andy Ward)
3. Wing and a Prayer – 4:46 (Andrew Latimer, Peter Bardens)
4. Down on the Farm – 4:25 (Richard Sinclair)
5. Starlight Ride – 3:26 (Andrew Latimer, Peter Bardens)

Lato B
1. Summer Lightning – 6:10 (Andrew Latimer, Richard Sinclair)
2. You Make Me Smile – 4:18 (Andrew Latimer, Peter Bardens)
3. The Sleeper – 7:08 (Andrew Latimer, Peter Bardens, Andy Ward, Mel Collins)
4. Rainbow's End – 3:00 (Andrew Latimer, Peter Bardens)

Edizione CD del 2009, pubblicato dalla Esoteric Recordings Records (ECLEC 2155)
1. Breathless – 4:19 (A. Latimer, P. Bardens, A. Ward)
2. Echoes – 7:18 (A. Latimer, P. Bardens, A. Ward)
3. A Wing and a Prayer – 4:41 (A. Latimer, P. Bardens)
4. Down on the Farm – 4:21 (R. Sinclair)
5. Starlight Ride – 3:21 (A. Latimer, P. Bardens)
6. Summer Lightning – 6:04 (A. Latimer, R. Sinclair)
7. You Make Me Smile – 4:15 (A. Latimer, P. Bardens)
8. The Sleeper – 7:04 (A. Latimer, P. Bardens, A. Ward, M. Collins)
9. Rainbow's End – 3:10 (A. Latimer, P. Bardens)
10. Rainbow's End – 2:59 (A. Latimer, P. Bardens) – Bonus Track - Single Version

## Musicisti
- Andrew Latimer - chitarra, sintetizzatore CS80/50, voce
- Peter Bardens - tastiere
- Andy Ward - batteria, percussioni
- Richard Sinclair - basso, voce
- Mel Collins - flauto, sassofoni
- Camel - arrangiamenti, produttore
- Mick Glossop - ingegnere del suono, produttore